# Murder She Solved – Frauen auf Täterjagd
Murder She Solved – Frauen auf Täterjagd (Originaltitel: Murder She Solved: True Crime) war eine kanadische Krimi-Dokumentationsreihe, die vom 11. September 2010 bis zum 23. Februar 2013 auf dem kanadischen Sender Viva erstausgestrahlt wurde. Der Sender wurde vor der Ausstrahlung der zweiten Staffel zu Oprah Winfrey Network Canada umbenannt.
Die deutschsprachige Erstausstrahlung erfolgte vom 25. September bis zum 18. Dezember 2016 auf dem deutschen Sender Super RTL. 

## Konzept
In der Dokumentationsreihe werden Mordfälle nachgestellt, die von weiblichen Kriminalbeamtinnen oder Detektivinnen untersucht wurden. Unter anderem mit Hilfe von nach gestellten Szenen, realen Polizeivideos, Fotos und Notrufaufzeichnungen, Beiträgen aus Fernsehnachrichten und Interviews mit Beteiligten wird in jeder Folge ein Verbrechen dargestellt. Im Mittelpunkt steht die Perspektive und Vorgehensweise der jeweiligen Ermittlerin.

## Ausstrahlung
| 1 | 8 | 11. September – 30. Oktober 2010 | Viva                        | 25. September – 16. Oktober 2016 | Super RTL |
| 2 | 8 | 10. September – 29. Oktober 2011 | Oprah Winfrey Network (OWN) | 23. Oktober – 13. November 2016  | Super RTL |
| 3 | 8 | 5. Januar – 23. Februar 2013     | Oprah Winfrey Network (OWN) | 20. November – 18. Dezember 2016 | Super RTL |

## Episodenliste

### Staffel 1
| Nr. (ges.) | Nr. (St.) | Deutscher Titel       | Originaltitel            | Erstausstrahlung Kanada | Deutschsprachige Erstausstrahlung (D) |
| ---------- | --------- | --------------------- | ------------------------ | ----------------------- | ------------------------------------- |
| 1          | 1         | Verhängnisvolle Liebe | Free to Kill             | 11. Sep. 2010           | 25. Sep. 2016                         |
| 2          | 2         | Die Killer-Familie    | A Killer Family          | 18. Sep. 2010           | 25. Sep. 2016                         |
| 3          | 3         | Tödliche Fahrradtour  | The Pathway Predator     | 25. Sep. 2010           | 2. Okt. 2016                          |
| 4          | 4         | Wie die Tiere         | Murder at the Roadhouse  | 2. Okt. 2010            | 2. Okt. 2016                          |
| 5          | 5         | Verschleppt           | Deadly Deception         | 9. Okt. 2010            | 9. Okt. 2016                          |
| 6          | 6         | In der Unterwelt      | On the Trail of a Hitman | 16. Okt. 2010           | 9. Okt. 2016                          |
| 7          | 7         | Eine fatale Fahrt     | A Fatal Fare             | 23. Okt. 2010           | 16. Okt. 2016                         |
| 8          | 8         | Verstümmelung         | Severed                  | 30. Okt. 2010           | 16. Okt. 2016                         |

### Staffel 2
| Nr. (ges.) | Nr. (St.) | Deutscher Titel            | Originaltitel       | Erstausstrahlung Kanada | Deutschsprachige Erstausstrahlung (D) |
| ---------- | --------- | -------------------------- | ------------------- | ----------------------- | ------------------------------------- |
| 9          | 1         | Tödlicher Irrtum           | A Deadly Turn       | 10. Sep. 2011           | 23. Okt. 2016                         |
| 10         | 2         | Der Frauenmörder           | A Race Against Time | 17. Sep. 2011           | 23. Okt. 2016                         |
| 11         | 3         | Die schwarze Witwe         | A Toxic Love        | 24. Sep. 2011           | 30. Okt. 2016                         |
| 12         | 4         | Vergiftet                  | A Poisoned Mind     | 1. Okt. 2011            | 30. Okt. 2016                         |
| 13         | 5         | Der Mörder auf den Gleisen | Railway Killer      | 8. Okt. 2011            | 6. Nov. 2016                          |
| 14         | 6         | Leiche im Gepäck           | Body in a Bag       | 15. Okt. 2011           | 6. Nov. 2016                          |
| 15         | 7         | Stille Wasser sind tief    | Deadly Snow         | 22. Okt. 2011           | 13. Nov. 2016                         |
| 16         | 8         | Drei Schüsse in den Kopf   | Cabbie Killer       | 29. Okt. 2011           | 13. Nov. 2016                         |

### Staffel 3
| Nr. (ges.) | Nr. (St.) | Deutscher Titel           | Originaltitel           | Erstausstrahlung Kanada | Deutschsprachige Erstausstrahlung (D) |
| ---------- | --------- | ------------------------- | ----------------------- | ----------------------- | ------------------------------------- |
| 17         | 1         | Netz aus Lügen            | Ring of Deceit          | 5. Jan. 2013            | 20. Nov. 2016                         |
| 18         | 2         | Ohne jeden Zweifel        | Never a Doubt           | 12. Jan. 2013           | 20. Nov. 2016                         |
| 19         | 3         | Mord verjährt nicht       | Not Forgotten           | 19. Jan. 2013           | 4. Dez. 2016                          |
| 20         | 4         | Die Schönen und das Biest | When Death Knocks       | 26. Jan. 2013           | 4. Dez. 2016                          |
| 21         | 5         | Tödliche Idylle           | Murder at the Farmhouse | 2. Feb. 2013            | 11. Dez. 2016                         |
| 22         | 6         | Die Leiche im Fluss       | The Face of Justice     | 9. Feb. 2013            | 11. Dez. 2016                         |
| 23         | 7         | Ihr schlimmster Albtraum  | Northern Nightmare      | 16. Feb. 2013           | 18. Dez. 2016                         |
| 24         | 8         | Kansas Killer             | The Kansas Killer       | 23. Feb. 2013           | 18. Dez. 2016                         |